# John S. Noyes
John Stuart Noyes (geboren am 3. April 1949 in Cardiff, Wales) ist ein britischer Entomologe und Parasitologe, der sich vorrangig mit der Systematik der Erzwespen beschäftigt. Er hat eine Familie, mehr als 90 Gattungen und mehr als 650 Arten beschrieben.

## Leben
John S. Noyes begann bereits früh, sich für Insekten zu interessieren. 1963, als er 14 Jahre alt war, erschien in der Lokalzeitung einer Heimatstadt Pontypridd unter dem Titel My Hobby has Wings ein Artikel über Noyes und sein Hobby. 1967 begann er am Imperial College London ein Studium der Zoologie und der angewandten Entomologie. Er graduierte zum Bachelor of Science und promovierte 1974 mit einer Dissertation über die Lauchmotte (Acrolepiopsis assectella) und einen ihrer Parasiten zum Ph.D. Im selben Jahr wurde er vom Natural History Museum in London als Entomologe für die Erforschung der Erzwespen (Chalcidoidea) eingestellt.
Im Rahmen seiner beruflichen Tätigkeit unternahm Noyes mehrere lange Forschungsreisen, so von 1980 bis 1981 nach Neuseeland und wiederholt nach Costa Rica. Zu seinen zahlreichen Veröffentlichungen gehören mehrere umfangreiche Monografien zur Systematik der Erzwespen. Als Ergebnisse seiner Feldforschungen und seiner Arbeit an der Systematik der Erzwespen hat Noyes eine Familie, mehr als 90 Gattungen und mehr als 650 Arten beschrieben. 1991 richtete er die Universal Chalcidoidea Database ein, die er bis zum Eintritt in den Ruhestand verwaltete.
Noyes trat 2009 im Alter von 60 Jahren in den Ruhestand, setzte seine Forschungs- und Publikationstätigkeit aber in geringerem Umfang fort. Eine Gattung und mehr als 50 Arten, weit überwiegend Erzwespen, wurden nach ihm benannt. Noyes ist Fellow of the Royal Entomological Society of London und Mitglied der International Society of Hymenopterists.

## Dedikationsnamen (Auswahl)
- Noyesencyrtus Singh, 2014[3]
- Noyesia Hayat, 2018[4]
- Noyesius Bouček, 1988[5]

## Erstbeschreibungen (Auswahl)
- Ixodiphagus ephres Noyes, 2010[6]
- Ixodiphagus godens Noyes, 2010[6]
- Ixodiphagus rogana Noyes, 2010[6]
- Ixodiphagus satan Noyes, 2010[6]
- Ixodiphagus tadystes Noyes, 2010[6]
- Orianos Noyes, 1990[7]
  - Orianos brazai Noyes, 1990[7]
- Rotoitidae Bouček & Noyes, 1987
  - Rotoita Bouček & Noyes, 1987
    - Rotoita basalis Bouček & Noyes, 1987
- Tetarticlava yoshimotoi Noyes, 1980[8]
- Tinkerbella Huber & Noyes, 2013[9]
  - Tinkerbella nana Huber & Noyes, 2013[9]

## Veröffentlichungen (Auswahl)
- John S. Noyes: The Biology of the Leek Moth, Acrolepia assectella. Ph.D. thesis, Imperial College London, 1974, Digitalisat.
- John S. Noyes: A review of the genera of Neotropical Encyrtidae (Hymenoptera: Chalcidoidea). In: Bulletin of the British Museum of Natural History (Entomology) 1980, Band 41, Nr. 2, S. 107–253, Digitalisat.
- John S. Noyes und Mohammad Hayat: A review of the genera of Indo-Pacific Encyrtidae (Hymenoptera: Chalcidoidea). In: Bulletin of the British Museum of Natural History (Entomology) 1984, Band 48, Nr. 3, S. 131–395, Digitalisat.
- Zdeněk Bouček und John S. Noyes: Rotoitidae, a curious new family of Chalcidoidea (Hymenoptera) from New Zealand. In: Systematic Entomology 1987, Band 12, Nr. 4, S. 407–412, doi:10.1111/j.1365-3113.1987.tb00212.x.
- John S. Noyes: Encyrtidae of Costa Rica (Hymenoptera: Chalcidoidea), 1: the subfamily Tetracneminae, parasitoids of Mealybugs (Homoptera: Pseudococcidae). Memoirs of the American Entomological Institute Band 62. Gainesville, FL 2000, ISBN 1-887988-06-8.
- John S. Noyes: Encyrtidae of Costa Rica (Hymenoptera: Chalcidoidea), 2: Metaphycus and Related Genera, Parasitoids of Scale Insects (Coccoidea) and Whiteflies (Aleyrodidae). Memoirs of the American Entomological Institute Band 73. Gainesville, FL 2004, ISBN 1-887988-17-3.
- John S. Noyes: Encyrtidae of Costa Rica (Hymenoptera: Chalcidoidea) 3. Subfamily Encyrtinae: Encyrtini, Echthroplexiellini, Discodini, Oobiini and Ixodiphagini, parasitoids associated with bugs (Hemiptera), insect eggs (Hemiptera, Lepidoptera, Coleoptera, Neuroptera) and ticks (Acari). Memoirs of the American Entomological Institute Band 84. Gainesville, FL 2010, ISBN 978-1-887988-28-5